# Tesla Network
Tesla Network devrait être un futur service de covoiturage qui est en cours de développement par Tesla pour ses véhicules, notamment le Cybercab, le Robovan et mais aussi pour d'autres véhicules électriques personnels Tesla.

## Véhicules
Tesla Network devrait fonctionner avec tous les véhicules Tesla actuels, mais se concentre surtout sur deux nouveaux véhicules purement autonomes, le Cybercab et le Robovan.

### Cybercab
Le PDG de Tesla, Elon Musk, a annoncé le Cybercab le 10 octobre 2024, aux studios Warner Bros de Burbank, où 20 Cybercabs conceptuels circulaient de manière autonome dans les environs du studio la nuit et offraient des trajets aux participants de l'événement. Elon Musk a mentionné que Tesla avait l'intention de produire le Cybercab d'ici 2027.

### Robovan
Un concept de fourgonnette Robovan a également circulé de manière autonome lors de l'événement du 10 octobre. Le Robovan est conçu pour transporter jusqu'à 20 passagers.